# کوه‌زایی سیمرین

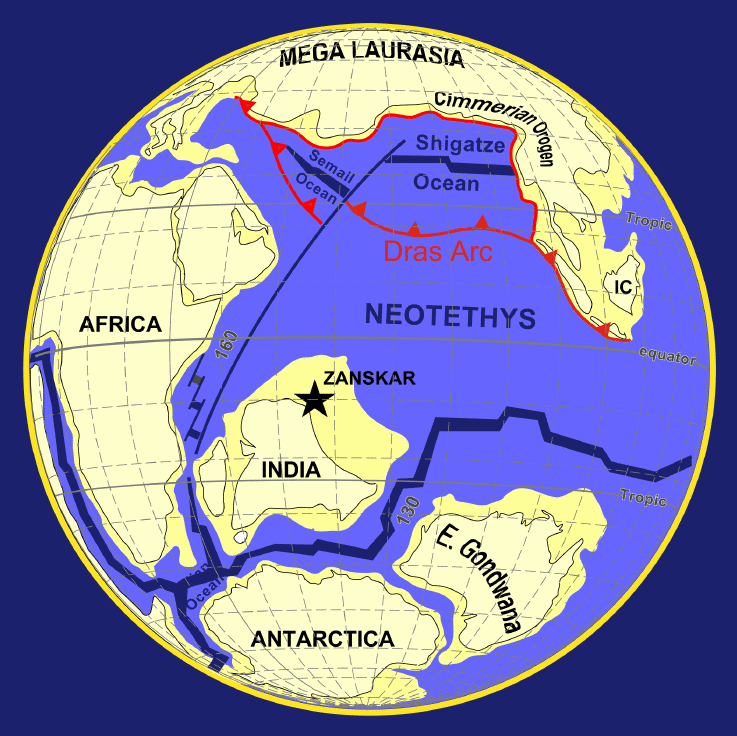
بر اثر برخود صفحه سیمرین با بلوک‌های شمالی و جنوبی چین، اقیانوس پالئو-تتیس در بین این قطعات بسته و رشته‌کوه‌هایی تشکیل شد. (نقشه زمین در ۱۰۰ میلیون سال پیش)

کوه‌زایی سیمرین (انگلیسی: Cimmerian Orogeny) فرایندی کوه‌زایی است که باعث تشکیل رشته‌کوه‌هایی شد که امروزه در آسیای مرکزی قرار دارند. به عقیده زمین‌شناسان این فاز کوه‌زایی از حدود ۲۰۰ تا ۱۵۰ میلیون سال پیش (بخش عمده دوره ژوراسیک) و زمانی آغاز شد که صفحه سیمرین با صفحه قاره‌ای قزاقستان و صفحه‌های شمالی و جنوبی چین برخورد کرد و باعث بسته‌شدن اقیانوس پالئو-تتیس در میان آن‌ها شد. صفحه سیمرین کشورهای امروزی ترکیه، ایران، تبت و بخش غربی آسیای جنوب شرقی را شامل می‌شود. مرز شمالی این صفحه زمین‌ساختی رشته‌کوه‌هایی را پدید آورد که ارتفاع آن‌ها به اندازه ارتفاع کنونی هیمالیا بود. این فاز کوه‌زایی در کرتاسه و اوایل نوزیستی نیز ادامه یافت.

## جستارهای وابسه
- کوه‌زایی واریسکی
- کوه‌زایی آلپاین